# Nothidris cekalovici
Nothidris cekalovici är en myrart som beskrevs av Roy R. Snelling 1975. Nothidris cekalovici ingår i släktet Nothidris och familjen myror. Inga underarter finns listade i Catalogue of Life.